# Pleasant Valley (Alaska)
Pour les articles homonymes, voir Pleasant Valley.
Pleasant Valley est une census-designated place du borough de Fairbanks North Star en Alaska aux États-Unis. Sa population était de 725 habitants en 2010.
Elle est située à l'est de Fox dont elle est distante de 36 km et de Two Rivers, à 10 km.
Les températures moyennes vont de −28 °C à −19 °C en janvier, et de 9 °C à 22 °C en juillet.
C'est une banlieue de Fairbanks qui s'est développée conjointement à l'agrandissement de la ville et de la zone voisine.
Ses habitants travaillent à Fairbanks. Un petit zoo apporte quelque activité touristique.

## Démographie
| 1990 | 2000 | 2010 | - | - | - |
| ---- | ---- | ---- | - | - | - |
| 401  | 623  | 725  | - | - | - |